# Murcia Ladies Open
Het Murcia Ladies Open was een jaarlijks golftoernooi in Spanje, dat deel uitmaakte van de Ladies European Tour Access Series. Het werd opgericht in 2010 en vond telkens plaats op de "South Course" van de La Manga Club in Cartagena, Murcia.
Het toernooi werd gespeeld in een strokeplay-formule van drie ronden (54-holes) en na de tweede ronde werd de cut toegepast.

## Winnaressen
| Jaar | Winnares           | Score | Score | Info                             |
| ---- | ------------------ | ----- | ----- | -------------------------------- |
| 2010 | Julie Tvede po     | 220   | +1    | Won de play-off van Sahra Hassan |
| 2011 | Carlota Ciganda po | 214   | –5    | Won de play-off van Julie Tvede  |

| Toernooirecord |  | po = winnares na play-off |